# Санта Колома де Граманет
Санта Колома де Граманет (шп. Santa Coloma de Gramanet) град је у Шпанији у аутономној заједници Каталонија у покрајини Барселона. Према процени из 2008. у граду је живело 117.336 становника.

## Становништво
Према процени, у граду је 2008. живело 117.336 становника.
| 1991.   | 2001.   |
| ------- | ------- |
| 133.138 | 112.992 |

## Партнерски градови
- Коголето
- Edchera
- Cabra
- Kilmarnock
- Huelma
- Але
- Телави
- Херстал
- Villa El Salvador District
- Habana del Este